# Kangeyanallur
Kangeyanallur là một thị trấn thống kê (census town) của quận Vellore thuộc bang Tamil Nadu, Ấn Độ.

## Nhân khẩu
Theo điều tra dân số năm 2001 của Ấn Độ, Kangeyanallur có dân số 12.672 người. Phái nam chiếm 50% tổng số dân và phái nữ chiếm 50%. Kangeyanallur có tỷ lệ 79% biết đọc biết viết, cao hơn tỷ lệ trung bình toàn quốc là 59,5%: tỷ lệ cho phái nam là 85%, và tỷ lệ cho phái nữ là 73%. Tại Kangeyanallur, 10% dân số nhỏ hơn 6 tuổi.